# Gleichgewichtige Zahlen
Zwei verschiedene natürliche Zahlen, von denen wechselseitig die Summe der echten Teiler der einen Zahl (ohne die Zahl selbst) gleich der Summe der echten Teiler der anderen Zahl (ohne die Zahl selbst) ist, bilden ein Paar gleichgewichtiger Zahlen.

## Definition
Wie oben bereits in Worten angegeben, werden gleichgewichtige Zahlen wie folgt definiert:
Wenn
{\displaystyle a,b\in \mathbb {N} }
und
{\displaystyle \sigma ^{*}(a)=\sigma ^{*}(b)},
dann gilt:
{\displaystyle a{\stackrel {\sim }{_{gg}}}b}
Durch das Testen gleicher Teilersummen für zwei verschiedene natürliche Zahlen gemäß der obigen Definition lassen sich weitere Paare gleichgewichtiger Zahlen finden. (→Teilersumme)
Zur Vereinfachung der Suche kann auch folgender Satz herangezogen werden, sofern nicht die Forderung der Beliebigkeit besteht:
Seien {\displaystyle q\neq p} und {\displaystyle q,p} Primzahlzwillinge mit {\displaystyle q=p+2}. Dann gilt:
{\displaystyle a=q^{2}{\stackrel {\sim }{_{gg}}}b=2p}

## Beispiele
Die Menge der gleichgewichtigen Zahlen umfasst für die Teilersumme {\displaystyle \sum _{i\in \{1,\ldots ,n\}}t_{i}=1} die Menge aller Primzahlen {\displaystyle \mathbb {P} }.
Beispiele von nicht-leeren Mengen gleichgewichtiger ganzer Zahlen für {\displaystyle \sum _{i\in \{1,\ldots ,n\}}t_{i}>1}:
| Summe der Teiler {\displaystyle \sum _{i\in \{1,\ldots ,n\}}t_{i}} | Menge gleichgewichtiger Zahlen mit {\displaystyle {\stackrel {\sim }{_{gg}}}} für {\displaystyle \sum _{i\in \{1,\ldots ,n\}}t_{i}} |
| ------------------------------------------------------------------ | --- |
| 6                                                                  | {6,25} |
| 8                                                                  | {10,49} |
| 13                                                                 | {27,35} |
| 14                                                                 | {22,169}{\displaystyle (169=13^{2},22=11*2)}, siehe Primzahlzwillinge                                                               |
| 15                                                                 | {16,33} |
| 16                                                                 | {12,26} |
| 17                                                                 | {39,55} |
| 19                                                                 | {65,77} |
| 20                                                                 | {34,361} |
| 21                                                                 | {18,51,91} |
| 22                                                                 | {20,38} |
| 23                                                                 | {57,85} |
| 25                                                                 | {95,119,143} |

## Erstmalige Erwähnung
Gleichgewichtige Zahlen wurden erstmals von dem persischen Mathematiker Muhammad Baqir Yazdi um 1637 in seinem Werk ʿUyūn al-ḥisābʿ (persisch عيون نالحساب, deutsch „Das Auge des Rechnens“) definiert.